# Mise OSN v Mali

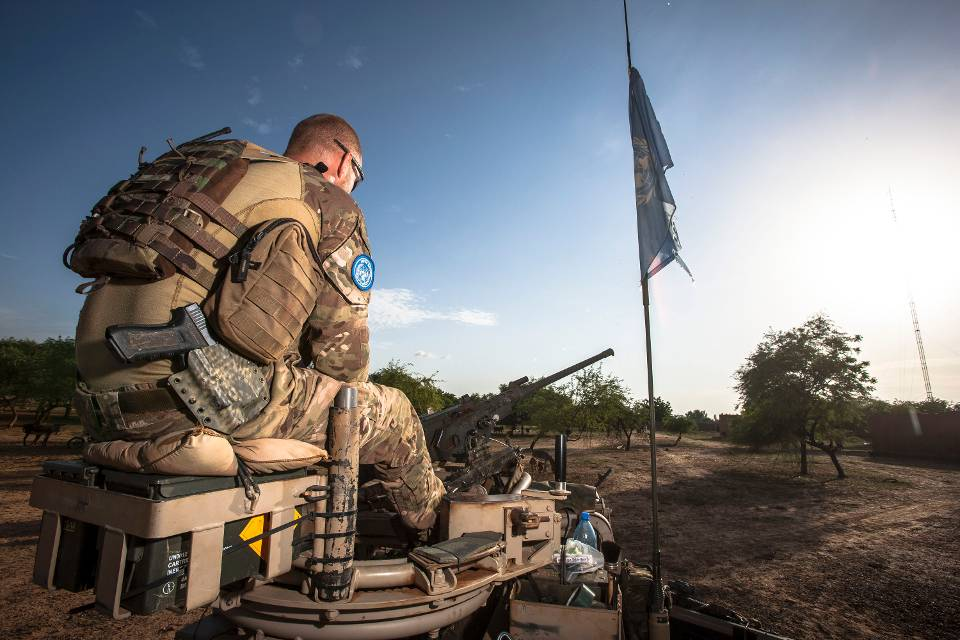
Holandský voják v Mali v září 2014

Mise OSN v Mali, MINUSMA (Mission multidimensionnelle intégrée des Nations Unies pour la stabilisation au Mali) byla stabilizační mise OSN v Mali. Mise byla zahájena 25. dubna 2013 rezolucí č. 2100 Rady bezpečnosti OSN a oficiálně ukončena k 30. červnu 2023. Jejím cílem byla stabilizace země po povstání Tuaregů z roku 2012. Podle statistik OSN šlo o druhou nejvíce nebezpečnou mírovou misi, a to po misi OSN v Libanonu. Do země bylo povoláno až 15 000 osob, z nichž bylo 304 zabito.
Spolu s misí MINUSMA v zemi působily další dvě mezinárodní mise Evropské unie: EUCAP Sahel Mali a EUTM Mali.

## Pozadí
V roce 2012 povstali Tuaregové v regionu Azavad, který se nachází na severu Mali. Povstání vedli Tuaregové, kteří v roce 2011 bojovali v občanské válce v Libyi a následně vytvořili uskupení Národní hnutí za osvobození Azavadu. Povstalcům se poměrně rychle podařilo obsadit významná města severního Mali: Gao, Timbuktu a Kidal. 
V březnu 2012 proběhl kvůli nestabilitě v Mali vojenský převrat, ve kterém byl svržen prezident Amadou Toumani Touré a moci se chopil Amadou Sanogo. Země si tím následně vysloužila hospodářskou blokádu a sankce od ECOWAS. Armáda dostala od ECOWAS ultimátum, aby předala moc civilní vládě. Po dosažení kompromisu se prezidentem stal Dioncounda Traoré, který měl, během trvajícího povstání Tuaregů, vést zemi k volbám. Ve volbách roku 2013 zvítězil Ibrahim Boubacar Keïta.
Ve stejné době, v červenci 2013, dorazilo do Mali prvních 6 000 příslušníků mírové mise, kteří dostali za úkol střežit severní region. ECOWAS současně vyslal kolem 1 500 osob na vlastní misi AFISMA (African-led International Support Mission to Mali). Proti povstalcům vyslala v roce 2013 vojenskou operaci také Francie (operace Serval), která byla úspěšná. Na ni ihned v roce 2014 navázala další francouzská operace s cílem potlačení sílících islamistů (operace Barkhane). Působení francouzských vojsk v regionu vyvolalo protifrancouzské nálady obyvatel. 

## Průběh mise

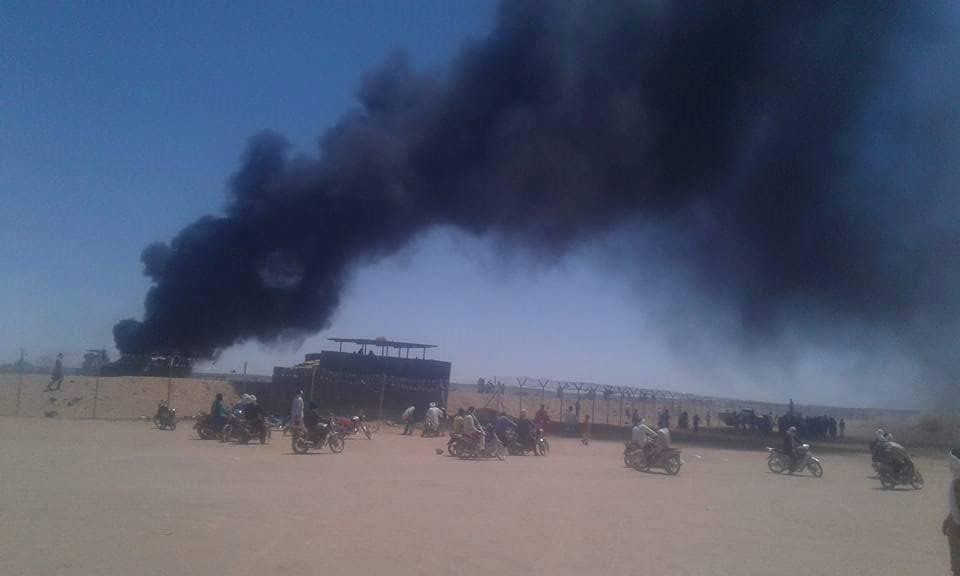
Protesty proti MINUSMA u letiště v městě Kidal, duben 2016

Misi vedl dánský generál Michael Lollesgaard (2015 až 2016), belgický generál Jean-Paul Deconinck (2016 až 2018) a poté švédský generál Dennis Gyllensporre.
Nejvíce zapojených osob poskytly země: Čad (1466), Bangladéš (1399), Senegal (1340), Togo (1232), Egypt (1225), Burkina Faso (1105) a Niger (902). Z evropských zemí bylo nejvíce přítomno Německo (435). Česká republika vyslala čtyři osoby. Celkem v zemi působilo minimálně 12 600 členů mírové mise. 

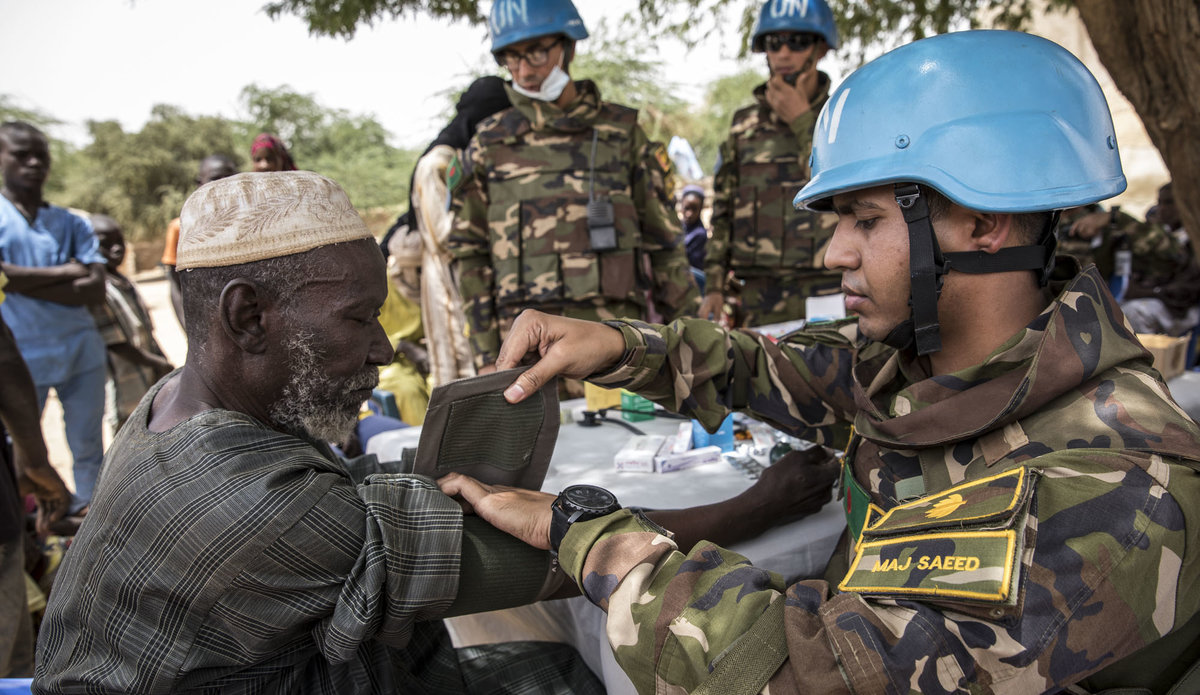
Příslušníci modrých přileb z Bangladéše během mise

Po celou dobu se členové mise OSN setkávali s útoky a násilím. Celkem během mise zahynulo 304 příslušníků OSN.
V květnu 2015 podepsali severomalijští povstalci v Alžíru mírovou dohodu s vládou Mali. V bojích poté pokračovali jen islamisté.
V roce 2020 byl prezident Keïta svržen v dalším vojenském převratu. Moc v zemi následně prozatímně převzal vůdce dalšího vojenského převratu (z roku 2021) Assimi Goïta.
Brzy poté byla vyzvána armáda Francie k odchodu ze země a ukončení operace Barkhane. Armáda ze země odjela v srpnu 2022 a operace byla ukončena v listopadu 2022. Vláda Mali později do země pozvala jednotky Wagnerovy skupiny. V červnu 2023 ministr zahraničních věcí Mali vyzval OSN, aby ukončilo misi MINUSMA, jelikož podle jeho slov selhala ve svém cíli stabilizace země. Mise byla oficiálně ukončena 30. června 2023, všechny jednotky OSN musí zemi opustit do konce roku 2023.
Po odchodu mírových jednotek OSN se do bojů ihned vrátili severomalijští povstalci – Tuaregové a další kmeny. Jako první dobyli město Bamba a obsadili několik opuštěných základen OSN. Hlavním cílem Tuaregů je opět nezávislost severního Mali.